# 刺齿枝子花
刺齿枝子花（学名：Dracocephalum peregrinum）为唇形科青兰属下的一个种。

## 扩展阅读
- 維基物種上的相關：刺齿枝子花